# Історія Американського Самоа
Острови Самоа спочатку були заселені людьми ще в 850 році до нашої ери. Після того, як ними зацікавились європейські дослідники у 18 столітті, у 20 і 21 століттях острови були включені до складу Самоа (Західне Самоа, Незалежне Самоа) та Американського Самоа (Східне Самоа).

## Рання історія полінезійського народу Самоа
Доколоніальна історія Східного Самоа (тепер Американське Самоа) нерозривно пов’язана з історією Західного Самоа (нині незалежного Самоа).
Туї-Мануа є одним із найстаріших самоанських титулів на Самоа. Традиційна усна література Самоа та Мануа розповідає про широку полінезійську мережу чи конфедерацію (або «імперію»), якою в доісторичні часи правили послідовні династії Туї-Мануа. Мануанська генеалогія та релігійна усна література також свідчать про те, що Туї-Мануа довгий час була однією з найпрестижніших і наймогутніших володарів Самоа. Легенди свідчать про те, що королі Туї-Мануа правили конфедерацією віддалених островів, яка включала Фіджі, Тонга, а також менші вождівства західної частини Тихого океану та полінезійські віддалені території, такі як Увеа, Токелау та Тувалу. Комерційні та обмінні шляхи між західнополінезійськими суспільствами добре задокументовані, і існує припущення, що династія Туї-Мануа зросла завдяки успіху в отриманні контролю над океанською торгівлею валютними товарами, такими як тонко-ткані церемоніальні килимки, «Табуа» зі слонової кістки кита, знаряддя з обсидіану та базальту, а також такими, як червоне пір’я та черепашки, призначені для королівських осіб (наприклад, полірований наутилус і яйце каурі).
Острови Уполу та Саваї були політично пов'язані з островом Уполу на території нині незалежного Самоа. Можна сказати, що сьогодні всі острови Самоа політично пов’язані через систему фааматаї чифелів і родинні зв’язки, які є сильними, як і раніше. Ця система фааматаї та звичаї фаасамоа походять від двох найвідоміших ранніх вождів Самоа, які були жінками та родичами між собою, Нафануа та Саламасіна.

## Прибуття західних місіонерів
Ранні контакти із Заходом включали битву у 18 столітті між французькими дослідниками та жителями острова в Тутуїлі, у якій на Заході звинувачували самоанців, що створило їм репутацію лютості. Раротонганських місіонерів початку 19-го століття на островах Самоа наслідувала група західних місіонерів на чолі з Джоном Вільямсом з (конгрегаціоналістського) Лондонського місіонерського товариства, яке було засновано в 1830-х роках, офіційно принісши християнство на Самоа. Менш ніж через сто років Самоанська конгрегаціоналістська церква стала першою незалежною корінною церквою південної частини Тихого океану.

## Європейсько-американський колоніальний поділ Самоанського архіпелагу
У 1872 році верховний вождь племен східних островів Самоа дав Америці дозвіл на створення військово-морської бази в обмін на військовий захист. У 1878 році ВМС США побудували вугільну станцію в затоці Паго-Паго для своєї Тихоокеанської ескадри та призначили місцевого секретаря. Американське Самоа є результатом Другої громадянської війни в Самоа та угоди, укладеної між Німеччиною, Сполученими Штатами та Сполученим Королівством у Тристоронній конвенції 1899 року. Міжнародне суперництво було врегульовано Берлінським договором 1899 року, за яким Німеччина та США розділили Самоанський архіпелаг. Східні острови Самоа стали територією Сполучених Штатів і пізніше стали відомі як Американське Самоа. Наступного року США офіційно зайняли свою частину з відомою гаванню Паго-Паго. Західні острови тепер є незалежною державою Самоа.

## Колонізація США
Кілька вождів острова Тутуїла присягнули на вірність і поступилися островом Сполученим Штатам за Договором про передачу Тутуїла 1900 року. Останній правитель Мануа, Туї-Мануа Ельзара, підписав Договір про поступку Мануа 1904 року після серії випробувань Військово-морських сил США, відомих як «Випробування Іпу», в Паго-Паго, Тау, і на борту канонерського човна Тихоокеанської ескадри. Договори були ратифіковані Сполученими Штатами в Акті про ратифікацію 1929 року.
Після Першої світової війни, під час руху Мау в Західному Самоа (тоді протекторат Нової Зеландії), існував відповідний рух Мау Американського Самоа, очолюваний Семюелем Сайлеле Ріплі, який був із села Леоне і брав участь у Першій світовій війні. У 1921 році сімнадцять вождів Мау Американського Самоа були заарештовані та ув'язнені на каторжні роботи.
Під час Другої світової війни морські піхотинці США в Американському Самоа чисельно переважали місцеве населення, маючи величезний культурний вплив. Молоді самоанські чоловіки віком від 14 років проходили бойову підготовку у військовослужбовців США. Як і під час Першої світової війни, американські самоанці служили у Другій світовій війні як учасники бойових дій, медичний персонал, кодовий персонал, ремонт кораблів тощо.

## Сучасний статус території та спроби інкорпорації в США
Після війни Органічний акт 4500, спроба інкорпорації Американського Самоа, спонсорована Міністерством внутрішніх справ США, зазнала поразки в Конгресі, головним чином завдяки зусиллям вождів Американського Самоа на чолі з Туясосопо Маріото. Зусилля цих вождів призвели до створення місцевого законодавчого органу, фонду під назвою «Американське Самоа».
Згодом призначеного військово-морським флотом губернатора замінили на місцевого. Хоча технічно Американське Самоа вважається «неорганізованим», оскільки Конгрес США не прийняв Органічний акт для території, Американське Самоа є самоврядним відповідно до конституції, яка набула чинності 1 липня 1967 року на території США. Американське Самоа входить до переліку несамоврядних територій ООН. Острови не бажали відділятися від США будь-яким способом. Морські кордони Американського Самоа з Новою Зеландією (Токелау, Острови Кука та Ніуе) були визначені в ряді договорів. Морські кордони з Тонга і Самоа ще не узгоджені. 

## Економіка Американського Самоа
Зайнятість на острові в основному розпадається на три відносно однакові за розміром категорії приблизно по 5000 працівників кожна: державний сектор, консервний завод з тунця та решта приватного сектору. В Американському Самоа є лише кілька федеральних службовців і немає активного військового персоналу (є кілька підрозділів армійського резерву, включаючи роти знаменитого 100-го піхотного батальйону); переважна більшість працівників державного сектору працюють на уряд Американського Самоа. Консервний завод "StarKist" експортує до США консервованого тунця на кілька сотень мільйонів доларів.